# Shpigov Nikolai Semyonovich
Nikolai Semyonovich Shpigov (1903 - 1956) foi um inventor de uma das variantes de vidros de rubi para as estrelas do Kremlin, vice-chefe do departamento do comandante do Kremlin de Moscou do NKGB da URSS para assuntos econômicos, major-general  ( 1945 ).

## Biografia
Nasceu em uma família da classe trabalhadora russa com muitos filhos. Ele serviu no ChON, então um trabalhador. No início dos anos 1930, ingressou na Academia Industrial . Após a formatura, em 1935, foi enviado para a Bryansk Carriage Works como engenheiro-chefe, onde trabalhou por dois anos. Em agosto de 1937, foi nomeado diretor da fábrica de defesa nº 205 em Moscou (durante a guerra, a fábrica foi evacuada para Kuibyshev, fabricava ótica para submarinos). Desde 1939, ele foi certificado e convocado para o serviço no NKVD, nomeado vice-comandante do Kremlin de Moscou.
Participei e verifiquei, voando em um avião Douglas, a camuflagem da capital conforme projeto de B. M. Iofana durante a Grande Guerra Patriótica.
Em 1945-1946, ele participou da reconstrução das estrelas do Kremlin. Sendo um especialista na produção de vidro, ele inventou um vidro "rubi" de três camadas, com o qual as estrelas do Kremlin eram feitas na fábrica de Krasny May perto de Vyshny Volochok . Em 1947, foi nomeado vice-chefe do Departamento Econômico do Ministério de Segurança do Estado da URSS (KHOZU MGB). Ele supervisionou a construção da Casa Zheltovsky em Smolenka, casas departamentais no Garden Ring de Moscou, o sanatório Bocharov Ruchey em Sochi e um metrô especial em Moscou. Em 1953 ele foi colocado em licença médica devido a um ataque cardíaco.
Ele morreu em maio de 1956 em Moscou. Sua esposa T.S. Shpigova e as filhas Tamara Nikolaevna Shpigova (1930-2006) e Marina Nikolaevna Shpigova (1938-2010) estão enterradas ao lado dele. O autor do monumento no túmulo, escultor G. n. Rukhadze.

### Patentes
- 28/12/1938 - major da segurança do estado;[6]
- 14/02/1943 - Coronel da Segurança do Estado;
- 30 de Dezembro de 1944 - Comissário da Segurança do Estado;
- 07/09/1945 - Major General.[7]